# 아카바네촌
아카바네촌(일본어: 赤羽村)은 일본 군마현 오라군에 설치되었던 촌이다. 현재의 다테바야시시에 해당한다.